# Petr Lombardský
Petr Lombardský, latinsky Petrus Lombardus (okolo 1100 Novara – 3. května 1160 Paříž), byl italský teolog, jeden ze zakladatelů scholastiky a biskup v Paříži. Jeho Čtyři knihy sentencí se staly standardní učebnicí teologie na všech středověkých univerzitách, proto se Petrovi dostalo přízviska Magister sententiarum.

## Život
Pocházel z chudé rodiny, na doporučení místního biskupa studoval v Remeši a v Paříži, od roku 1134 na doporučení Bernarda z Clairvaux přednášel v klášteře sv. Viktora, kde se setkal s největšími teology té doby, Pierrem Abélardem či Hugem od Svatého  Viktora. Od roku 1145 Petr přednášel, již jako známý teolog, na katedrální škole při Notre Dame a roku 1159 se stal pařížským biskupem, následujícího roku však zemřel.

## Dílo
Petr Lombardský sepsal komentáře na Žalmy a listy svatého Pavla, jeho nejznámější dílo jsou však Čtyři knihy sentencí (Sententiarum libri quattuor), první pokus o systematické uspořádání celé teologické nauky pro účely univerzitního vyučování. První kniha pojednává o Boží Trojici, druhá o stvoření světa a člověka, třetí o Kristu a čtvrtá o svátostech. Petr zde shromáždil množství citátů z bible, z církevních otců a dalších autorů a svůj výklad směřoval k vysvětlení rozporných míst mezi jednotlivými autoritami. Od roku 1220 do konce středověku toto dílo vykládali a komentovali všichni významní univerzitní teologové jako Albert Veliký, Tomáš Akvinský, Mistr Eckhart, William Ockham a ještě Martin Luther. Podle Sentencí se pochopitelně studovalo také v českých zemích, takže z něj studovala též celá předhusitská generace včetně Jana Husa.